# Lijst van gouverneurs van Aruba
Onderstaand volgt een Lijst van gouverneurs van Aruba, een land binnen het Koninkrijk der Nederlanden.
De Gouverneur wordt bij koninklijk besluit voor de tijd van zes jaren benoemd. Bij het verstrijken van deze termijn kan hij eenmaal worden herbenoemd voor de tijd van ten hoogste zes jaren. Bij verlof, ziekte, uitlandigheid, overlijden of tussentijds vertrek van de gouverneur neemt de waarnemend gouverneur de uitoefening van het ambt over.
| Termijn      | Gouverneur van Aruba | Gouverneur van Aruba                            |
| ------------ | -------------------- | ----------------------------------------------- |
| 1986 - 1992  | Felipe Tromp         | Benoemd per 1 januari 1986                      |
| 1992 - 2004  | Olindo Koolman       | Benoemd per 29 januari 1992; in 1998 herbenoemd |
| 2004 - 2016  | Fredis Refunjol      | Benoemd per 1 mei 2004; in 2010 herbenoemd      |
| 2017 - heden | Alfonso Boekhoudt    | Benoemd per 1 januari 2017;                     |

| Termijn      | Waarnemend Gouverneur van Aruba   | Waarnemend Gouverneur van Aruba                                      |
| ------------ | --------------------------------- | -------------------------------------------------------------------- |
| 1986 - 2000  | Max Croes                         | Benoemd per 3 mei 1986, in 1992 verlengd; ontslag per 1 januari 2001 |
| 2001 - 2008  | Christina van den Berg-de Freitas | Benoemd per 1 januari 2001; in 2007 verlengd                         |
| 2008 - 2016  | Ella Tromp-Yarzagaray             | Benoemd per 1 september 2008; in 2014 verlengd                       |
| 2016 - 2021  | Yvonne Lacle-Dirksz               | Benoemd per 1 november 2016; ontslag op eigen verzoek                |
| 2021 - heden | Agustin Vrolijk                   | Benoemd per 1 december 2021;                                         |